# The Fantastic Four: First Steps
The Fantastic Four: First Steps är en amerikansk superhjältefilm från 2025. Filmen är regisserad av Matt Shakman, med ett manus skrivet av Josh Friedman, Jeff Kaplan och Ian Springer. Detta är den femte filmen om Marvel Comics superhjältekvartett Fantastic Four och den 37:e filmen i Marvel Cinematic Universe (MCU), samt den andra filmen i filmserien till att bli en reboot. Filmen började spelas in i slutet av juli 2024 på Pinewood Studios i London.
Filmen hade biopremiär i Sverige den 23 juli 2025, utgiven av Walt Disney Studios Motion Pictures.

## Rollista
Källa: 
- Pedro Pascal – Reed Richards / Mr. Fantastic
- Vanessa Kirby – Sue Storm / Invisible Woman
- Ebon Moss-Bachrach – Ben Grimm / The Thing
- Joseph Quinn – Johnny Storm / Human Torch
- Ralph Ineson – Galactus[9]
- Julia Garner – Shalla-Bal / Silver Surfer
- Natasha Lyonne – Rachel Rozman[10]
- Paul Walter Hauser – Harvey Elder / Mole Man
- Sarah Niles – Lynne Nichols
- Mark Gatiss – Ted Gilbert
- Ada Scott – Franklin Richards
- Matthew Wood – H.E.R.B.I.E. (röst)
- Robert Downey Jr. – Victor von Doom / Doctor Doom (cameo)

## Släpp
The Fantastic Four hade biopremiär i USA den 25 juli 2025. Filmen har tidigare varit planerad att ha premiär 8 november 2024, 14 februari 2025, och 2 maj 2025.